# Amblyceps carinatum
Amblyceps carinatum е вид лъчеперка от семейство Amblycipitidae.

## Разпространение
Видът е разпространен в Мианмар.